# Huguantun
Huguantun (kinesiska: 胡官屯镇, 胡官屯) är en köping i Kina. Den ligger i provinsen Shandong, i den östra delen av landet, omkring 38 kilometer väster om provinshuvudstaden Jinan. Antalet invånare är 35 342. Befolkningen består av 17 772 kvinnor och 17 570 män. Barn under 15 år utgör 15,0 %, vuxna 15-64 år 73 %, och äldre över 65 år 11,0 %.
Genomsnittlig årsnederbörd är 818 millimeter. Den regnigaste månaden är juli, med i genomsnitt 297 mm nederbörd, och den torraste är januari, med 5 mm nederbörd.